# The 5th Commandment – Du sollst nicht töten
The 5th Commandment – Du sollst nicht töten (Originaltitel: The Fifth Commandment) ist ein US-amerikanischer Actionfilm aus dem Jahr 2008. Die Inszenierung ist das Regiedebüt von Stuntman und -koordinator Jesse V. Johnson. Das Drehbuch um einen Auftragsmörder, der aus Loyalität und Freundschaft die Seiten wechselt, stammt von Hauptdarsteller und Produzent Rick Yune.
Die Inszenierung startete am 18. September 2008 in 30 deutschen Lichtspielhäusern, konnte jedoch weder Publikum noch Kritiker überzeugen.

## Handlung
Chinatown, Los Angeles, 1976. Der ehrenhafte afroamerikanische Profikiller Max „Coldbreeze“ Templeton, Codename „Jazzman“, stellt in einem kleinen Importgeschäft für asiatische Spezialitäten eine Gruppe von gesuchten Gangstern um den skrupellosen „Collateral“, die zuvor äußerst kaltblütig den Ladenbesitzer nebst Gattin ermordeten. Coldbreeze, ein Gegenspieler von Collateral, dezimiert die anwesenden Mörder und rettet so beiläufig dem kleinen Chance, dem Sprössling der ermordeten Ladeninhaberfamilie, das Leben. Der alleinerziehende Auftragsmörder nimmt sich des verwaisten Kindes an und zieht ihn mit seinem etwa gleichaltrigen Sohn Miles groß.
In dieser Zeit unterrichtet der Ziehvater den Jungen im Umgang mit Waffen und Kampfkünsten und drillt ihn schließlich zu einem Auftragsmörder. Die beiden Jungen werden Freunde, bis sie irgendwann getrennt werden. Der gutmütige Miles nutzt seine erworbenen Fertigkeiten und schlägt einen anderen Lebensweg ein. Er wird Bodyguard.
In der Gegenwart ist Chance ein gefragter Hitman, der mit einer stoischen Ruhe seinem blutigen Handwerk nachgeht und diverse Auftragsmorde ausführt. Aufgrund einer Falschinformation seines väterlichen, dem Alkohol verfallenen Mentors glaubt Chance jahrelang, dass sein geliebter Stiefbruder tot sei. Als er den Auftrag erhält, die US-amerikanische Sängerin Angel bei einer Thailand-Tournee zu liquidieren, entdeckt er plötzlich, dass er von Coldbreeze belogen und betrogen wurde, da die Zielperson von seinem totgeglaubten Stiefbruder beschützt wird. Erste Zweifel an der Richtigkeit seines Handelns werden erkennbar. Der Killer verweigert den tödlichen Auftrag, warnt Miles und schlägt sich schließlich auf dessen Seite. Bald darauf werden andere Auftragsmörder entsandt: das japanische Killerpaar Damage und Collateral. Das skrupellose Duo versucht den ersten größeren Auftritt der Sängerin zu nutzen, um die Zielperson in Bangkok zu eliminieren. Chance vereitelt durch sein beherztes Eingreifen allerdings das Attentat, tötet seinerseits Damage und flieht mit Miles und der Sängerin durch die thailändische Millionenmetropole, verfolgt vom rachsüchtigen Collateral.
Während der gemeinsamen Flucht wird Miles ermordet. Chance, der fälschlicherweise als Polizistenmörder gesucht wird, ist nun allein für Angel verantwortlich. Unterdessen keimt zwischen Angel und ihrem neuen Beschützer eine kleine Liebelei auf. Der geübte Kämpfer bringt die Sängerin irgendwann zu ihrem Manager, der sich jedoch im Verlauf der Handlung als Drahtzieher des Mordkomplotts entpuppt. Noch bevor Chance seinen Irrtum bemerkt, tötet Collateral den besagten Musikmanager und entführt die Künstlerin. Am Ende des Films gelingt es Chance, Angel in einer kräftezehrenden Aktion zu befreien, als der herbeigerufene Jazzman die Szenerie betritt. Der Ziehvater tötet den anwesenden Collateral, verschont jedoch seinen Ziehsohn und opfert sich reumütig den herbeigerufenen Polizisten, die ihn niederstrecken. Chance überlebt.

## Kritiken
Das Lexikon des internationalen Films schrieb, der Film sei ein „blutiger Actionfilm der B-Kategorie, der stereotpyes Genrekino üblichen Zuschnitts“ abspule.
Die Filmzeitschrift Cinema zog das Fazit: „Hölzerne Akteure, stereotype Dramaturgie, mittelprächtige Kampfeinlagen – diese einfallslose B-Movie-Version von Bodyguard wäre als DVD-Premiere besser aufgehoben – oder in den 80er-Jahren.“